# 東笠巻
東笠巻（ひがしかさまき）は、新潟県新潟市南区の町字。郵便番号は950-1405。

## 概要
1889年（明治22年）から現在の大字。信濃川支流の鷲ノ木大通川流域に位置する。
もとは江戸時代から1889年（明治22年）まであった東笠巻村の区域の一部。

### 隣接する町字
北から東回り順に、以下の町字と隣接する。
- 獺ケ通
- 犬帰新田
- 大郷
- 赤渋
- 西笠巻新田
- 東笠巻新田
- 鷲ノ木新田

## 歴史
開発時期は不明。1683年（天和3年）の記録に村名が残る。1641年（寛永18年）、東笠巻新田。1650年（慶安3年）、天野新田。1652年（承応元年）、粟巻新田が開発される。1885年（明治18年）に粟巻新田を合併。
粟巻新田（あわまきしんでん）
江戸時代から1885年（明治18年）までの新田名。信濃川支流の鷲ノ木大通川流域に位置する。粟蒔新田、栗蒔村とも称した。
1652年（承応元年）に東笠巻村の区域内に開発されるが、のちに分村。分村年代は不明。1885年（明治18年）に東笠巻村の一部となる。
遺留新田（いりゅうしんでん）
江戸時代の新田名。1683年（天和3年）の記録に粟巻村遺留新田とあるい以外は詳細不明。

### 年表
- 1889年（明治22年）4月1日 : 合併により大郷村の大字となる。
- 1955年（昭和30年）3月31日 : 合併により白根町の大字となる。
- 1959年（昭和34年）6月1日 : 白根町の市制施行により、白根市の大字となる。
- 2005年（平成17年）3月21日 : 合併により新潟市の大字となる。
- 2007年（平成19年）4月1日 : 新潟市の政令指定都市移行により、南区の大字となる。

## 世帯数と人口
2018年（平成30年）1月31日現在の世帯数と人口は以下の通りである。
| 大字   | 世帯数  | 人口  |
| ------ | ------- | ----- |
| 東笠巻 | 108世帯 | 408人 |

## 小・中学校の学区
市立小・中学校に通う場合、学区は以下の通りとなる。
| 番地 | 小学校             | 中学校               |
| ---- | ------------------ | -------------------- |
| 全域 | 新潟市立大鷲小学校 | 新潟市立白根北中学校 |

## 主な企業・施設
- 新潟市立大鷲小学校

## 交通

### 道路
- 新潟県道46号新潟中央環状線